# Rome (Ohio)
Pour les articles homonymes, voir Rome (homonymie).
Rome, également appelé Stout,, du nom de son fondateur, William Stout , est un village du comté d'Adams, en Ohio, aux États-Unis. Lors du recensement de 2010, le village comptait une population de 94 habitants. Il est situé en bordure de la rivière Ohio.

## Source de la traduction
- (en) Cet article est partiellement ou en totalité issu de l’article de Wikipédia en anglais intitulé « Rome, Ohio » (voir la liste des auteurs).

1. ↑  (en) « Rome (Ohio) », Geographic Names Information System
2. ↑  (en) « Rome (Ohio) », Geographic Names Information System
3. ↑  (en) Evans Nelson Wiley, A History of Adams County, Ohio : From Its Earliest Settlement to the Present Time, Including Character Sketches of the Prominent Persons Identified with the First Century of the Country's Growth, E B. Stivers, 1900, 950 p., p. 423.
4. ↑  (en) « Rome, Adams, Ohio (IL) detailed profile » [« Données sur Rome, comté d'Adams, Ohio »], sur le site city-data.com (consulté le 8 avril 2018).